# Eduard Jedamzik
Eduard Rudolf Alfred Jedamzik, född 17 juni 1901 i Alt-Ukta, Ostpreussen, död 9 december 1966 i Nürnberg, var en tysk SS-Sturmbannführer och Gestapo-chef. Han var under andra världskriget chef för Einsatzkommando 10b och senare chef för Gestapo i Chemnitz.

## Biografi
Jedamzik inkallades som soldat i första världskrigets slutfas år 1918. Efter kriget var han medlem i Freikorps Oberschlesien och även Stahlhelm. Mellan 1923 och 1928 studerade Jedamzik rättsvetenskap vid universiteten i Greifswald och Berlin och avlade sin andra statsexamen 1931. Därefter var han bland annat verksam som domare. År 1932 inträdde Jedamzik i NSDAP och året därpå i SS. I oktober 1935 inledde han sin bana inom Gestapo, Tredje rikets hemliga polis. År 1937 utnämndes han till chef för Gestapo i Plauen.

### Andra världskriget
Den 1 september 1939 anföll Tyskland sin östra granne Polen och andra världskriget inleddes. Polens västra och nordvästra delar inlemmades i Tyska riket medan den mellersta delen ockuperades och inrättades som Generalguvernementet den 26 oktober 1939. Jedamzik utnämndes till Kreishauptmann (förvaltningschef) för området Kielce-Land i distriktet Radom. I och med Operation Barbarossa, Tysklands fälttåg mot Sovjetunionen i juni 1941, tillkom distriktet Galizien till Generalguvernementet och Jedamzik blev då Kreishauptmann i staden Drohobytsj. Där lät han inrätta ett getto för stadens omkring 10 000 judar.
I slutet av 1942 förflyttades Jedamzik till staben vid Einsatzgruppe D, en av de fyra mobila insatsgrupper som i Sovjetunionen och Baltikum hade i uppgift att säkra erövrade territorier, vilket i praktiken innebar att mörda judar, zigenare, partisaner, politruker och andra för Tredje riket misshagliga personer. Från december 1942 till februari 1943 ledde han Einsatzkommando 10b, som opererade i södra Ukraina. Senare samma år utnämndes Jedamzik till Gestapo-chef i Chemnitz och året därpå var han verksam inom Reichssicherheitshauptamt, Nazitysklands säkerhetsministerium.
Mellan 1945 och 1948 var Jedamzik internerad av de allierade. Därefter tjänstgjorde han som advokat i Nürnberg.